# Čepovanski dol
Čepovanski dol je dolina pod zahodnim robom Banjške planote.
Čepovanski dol je ena največjih in najlepše ohranjenih suhih dolin v Sloveniji. Dolga je okoli 16 km in sega od Fobškega Kala nad Grgarjem do Špehovega brda nad Slapom ob Idrijci. Med Banjško planoto na zahodu in Trnovskim gozdom na vzhodu jo je v apnenec in dolomit 300 do 400 m globoko izdolbla reka, ki je v davnini pritekala z Julijskih Alp. Sedanji edini stalni potok teče skozi Čepovan in kmalu ponikne. Na obeh straneh doline so strma pobočja, dno pa razčlenjujejo vrtače. V preteklih stoletjih so bili tu obsežni pašniki in do 19. stoletja so pasli ovce. Sedaj dolino vse bolj zarašča gozd, iglavci na zahodni in listavci na vzhodni strani. Največje naselje v dolini je Čepovan, ki leži na višini 600 mnm v osrčju doline.